# Acanthodelta albifimbria
Acanthodelta albifimbria là một loài bướm đêm trong họ Noctuidae.